# Džo Stramer
Džon Grejam Melor (engl. John Graham Mellor; 21. avgust 1952 — 22. decembar 2002), poznatiji pod umetničkim imenom Džo Stramer (engl. Joe Strummer), bio je britanski muzičar, pevač, gitarista, tekstopisac, glumac i frontmen bendova 101ers, Kleš i Meskaleros, kao i privremeni član benda Pougs. Muzičkim radom i društvenim aktivizmom izvršio je ogroman uticaj na pank i, uopšte, rok muziku. Umro je 2002. od srčanog udara u 51. godini života.

## Muzička karijera

### Detinjstvo i mladost (1952—1974)
Porodično i socijalno poreklo Džoa Stramera prilično se razlikuju od onog što se obično povezuje uz pank i pankere. Rođen je kao Džon Melor u Ankari (Turska), gde je njegov otac, Ronald Melor (Britanac rođen u Indiji, delimično jermenskog porekla) radio kao visoki britanski diplomata. Njegova majka, En Melor (rođ. Mekenzi), bolničarka, rođena je i odrasla u Škotskoj. Zbog očevih diplomatskih obaveza često se seli. Najranije detinjstvo proveo je u Meksiku, Nemačkoj i Egiptu pre nego što je, zbog školovanja, sa bratom bio poslat u Englesku. Pohađao je prestižnu City of London Freeman's School. Za muziku je počeo da se interesuje slušajući Bitlse, Hu, Džimija Hendriksa i Rolingstonse. Školske raspuste provodi sa roditeljima, koji su u to vreme živeli i radili u Iranu, odnosno na Kipru. Njegov stariji brat Dejvid počeo je da se interesuje za okultizam i, nasuprot mlađem Džonu, za ekstremno desničarsku ideologiju pre nego što je, u julu 1970, počinio samoubistvo u londonskom Ridžents parku. Rani susreti sa različitim kulturama, kao i bratovljeva sudbina, presudno su uticali na formiranje Stramerove ličnosti, političkih stavova i muzičkog ukusa. Upisuje se u umetničku školu (Central Saint Martin's College of Art and Design) ali je brzo napušta. 1973. seli se u Njuport, južni Vels, gde u početku zarađuje za život radeći kao fizički radnik, grobar i pomoćnik na lokalnoj farmi. Ubrzo uzima pseudonim Vudi Melor (Woodie Mellor) po legendarnom američkom folk pevaču Vudiju Gatriju i pridružuje se lokalnom rok bendu, Valčrs (Vultures - Lešinari).

### 101ers (1974—1976)
Nezadovoljan grupom u kojoj je pevao, vraća se u London. Živi u skvotu u Noting Hilu, gde upoznaje Tajmona Doga (Tymon Dogg), muzičara koji ga uči prvim gitarskim akordima i sa kojim počinje da radi kao ulični svirač u londonskoj podzemnoj železnici. U to vreme Melor je, zahvaljujući specifičnom stilu sviranja gitare, dobio nadimak Stramer (engl. to strum - drndati). 1974. Stramer i Dog osnivaju pab rok bend 101ers (u slobodnom prevodu Stojediničari), nazvan, po jednom objašnjenju, po adresi skvota u kom su živeli, a po drugom, po sobi za mučenje iz Orvelovog romana 1984. Stramer stiče dragoceno muzičko i scensko iskustvo koje će mu biti od pomoći u ranoj fazi Kleša. Pre raspada grupe izdaju singl "Keys to your Heart/5 Star Rock & Roll Petrol" a 1981, na talasu interesovanja za Kleš, posthumno izlazi singl "Sweet Revenge/Rabies" i album "Elgin Avenue Breakdown".

### Kleš (1976—1986)
101ers su, bez većih uspeha, opstajali do 3. aprila 1976, kada je Stramer prvi put uživo video Seks Pistolse, tada predgrupu 101ersa i, oduševljen njihovim nonkonformizmom i direktnošću, poželeo da bude deo nadolazećeg pank pokreta. Sa gitaristom Mikom Džounsom (Mick Jones), i basistom Polom Simononom (Paul Simonon) iz benda London SS, londonske verzije Njujork Dolsa osniva Kleš (The Clash - Sudar, Okršaj). Pridružuju im se bubnjar Teri Čajms (Terry Chimes, poznat i pod pseudonimom Tori Krajms/Tory Crimes) i, zakratko, gitarista Kit Levin (Keith Levene). Prvi koncert održali su u Šefildu 4. jula 1976. Uz Pistolse, Ramonse i Demd, postaju jedni od lidera pank pokreta. Nasuprot destruktivnom nihilizmu Seks Pistolsa, Kleš su predstavljali konstruktivnu i pozitivnu stranu pank roka. Stramer dobija priliku da kroz eksplicitne tekstove o društvenim problemima kao što su nezaposlenost, policijska represija, militarizam i rasni sukobi širem auditorijumu predstavi svoja levičarska ubeđenja. Bio je povezan sa Antinaci ligom (Anti-Nazi League) a Kleš su aktivno učestvovali u kampanji Rok protiv rasizma (Rock Against Racism). 25. januara 1977. potpisuju ugovor sa izdavačkom kućom CBS, za koju 8. aprila 1977 izdaju prvi album, nazvan jednostavno "The Clash". U to vreme nastaje poslovica "Pank je umro onog dana kada su Kleš potpisali za CBS", koju je skovao Mark P., urednik fanzina "Sniffin' Glue" ("Duvanje lepka"), potcrtavajući raskorak između revolucionarne pravovernosti panka i visokokomercijalnog šou biznisa oličenog u CBS-u. Uoči izlaska albuma, bend napušta Teri Čajms, a zamenjuje ga Toper Hedon (Topper Headon, pravo ime Nicholas Bowen Headon), čime je kompletirana najpoznatija postava Kleša. Slede turneje i međunarodni uspeh. Posle drugog albuma, "Give 'Em Enough Rope" iz 1978, od strane ortodoksne pank publike čuju se prve kritike na račun "preproduciranosti" i "upeglanosti" ovog izdanja, kao i odstupanja od originalnog pank zvuka. Odbacujući ovakve optužbe kao besmislene, Stramer je izjavio:
 Ako čovek nešto dugo radi, a ne postaje u tome bolji, mora biti da je glup.
Na trećem albumu, "London Calling" iz 1979, Kleš se još više udaljavaju od prvobitnog muzičkog izraza i, pored već postojećih rege uticaja u svoje pesme ubacuju elemente rokabilija, džeza, soula, ska muzike i fanka. Ovo otvaranje ka različitim muzičkim uticajima donosi im veliku popularnost širom sveta, a "London Calling" biva proglašen, prema mnogim anketama, jednim od najboljih rokenrol albuma svih vremena. Paralelno sa muzičkim uspehom, Džo Stramer i kolege iz benda postaju čuveni i po učestalim sukobima sa zakonom. Poznat je slučaj kada je Stramer na koncertu u Hamburgu gitarom udario u glavu nasilnog mladića u publici, nakon čega je priveden. Ovaj incident emotivno ga je pogodio i uzdrmao njegovu veru da muzika može promeniti svet na bolje. Na četvrtom, trostrukom albumu "Sandinista!" iz 1980. bend nastavlja da eksperimentiše, pa su primetni uticaji hip hopa, daba, svinga i drugih muzičkih pravaca. I pored komercijalnog uspeha albuma "Combat Rock" iz 1982, međuljudski odnosi unutar Kleša nezadrživo kreću silaznom putanjom i iz grupe iste godine, zbog problema sa drogom, biva izbačen Toper Hedon, a sledeće, 1983, zbog sukoba sa Stramerom i menadžerom Bernijem Roudsom (Bernie Rhodes), i Mik Džouns. Iako je isključivanje glavnog gitariste i kompozitora praktično značilo kraj benda, Stramer i Simonon nastavljaju rad pod imenom Kleš sa gitaristima Nikom Šepardom (Nick Sheppard) i Vinsom Vajtom (Vince White) i bubnjarem Pitom Hauardom (Pete Howard). U ovoj postavi 1985. snimaju album "Cut the Crap", komercijalno najneuspešniji i gotovo neprimećen od publike i kritike. Budući u dubokoj ličnoj krizi zbog smrti roditelja i fijaska benda, Džo Stramer početkom 1986. raspušta Kleš.

### Solistička i glumačka karijera (1986—1999)
1986. Stramer piše nekoliko pesama za saundtrek filma "Sid i Nensi" ("Sid and Nancy") Aleksa Koksa (Alex Cox). Iste godine, nakon pomirenja sa Mikom Džounsom, sarađuje sa Džounsovim novooformljenim bendom Big Odio Dajnamajt (Big Audio Dynamite) i učestvuje kao koautor većine pesama na njihovom drugom albumu, koji je i producirao. Tokom 1987, glumi u filmovima Aleksa Koksa "Walker", za koji je takođe radio saundtrek, i "Straight to Hell". Ovo nisu bila prva Stramerova glumačka iskustva, budući da je još 1980. u poludokumentarnom filmu "Rud boj" ("Rude Boy") glumio samog sebe, a 1983. se pojavio u filmu Martina Skorsezea "Kralj komedije" ("The King of Comedy") sa Robertom De Nirom u glavnoj ulozi. 1988, sa pratećim bendom The Latino Rockabilly War, snima pesme za film "Permanent Record" sa Kijanu Rivsom u glavnoj ulozi, a na ovom saundtreku, osim Stramera, rade i Lu Rid, Strenglers i drugi muzičari. Album "Earthquake Weather" koji je 1989. snimio uz pratnju The Latino Rockabilly War, iako pozitivno ocenjen od kritičara, doživljava komercijalni neuspeh, što vodi do raskida ugovora sa dotadašnjim izdavačem, Epic Records. Iste godine dobija ulogu u filmu Džima Džarmuša "Mystery Train", a 1990, u filmu "I Hired a Contract Killer" Akija Kaurismakija glumi kafanskog muzičara. Dve pesme koje izvodi u ovom filmu izdate su na promotivnom singlu i potpisane sa "Joe Strummer & the Astro Physicians". 1991. zamenjuje pevača Šejna Mekgauena (Shane McGowan) na turneji irskog folk-pank benda Pougs (The Pogues), sa kojim je već sarađivao 1987, zamenjujući na turneji gitaristu Fila Čevrona (Phil Chevron). Takođe je, 1990, producirao album Pougsa "Hell's Ditch". 16. aprila 1994, pridružuje se češko-američkom bendu Drti Pikčrs (Dirty Pictures) u Pragu, na humanitarnom koncertu posvećenom žrtvama rata u Bosni. Tom prilikom je, prvi put nakon više od deset godina, svirao neke od pesama iz repertoara Kleša. Svirao je klavir na studijskoj verziji hita "Just the One", grupe Levelers (The Levellers) iz 1995. i bio gostujući muzičar na singlu "England's Irie" grupe Blek Grejp (Black Grape) 1996. Sledeće, 1997, pravi muziku za komediju "Grosse Pointe Blank" sa Džonom Kjuzakom u glavnoj ulozi, a tokom boravka u Njujorku iste godine radio je na remiksima i dab verzijama pesama 101ersa i Kleša sa producentima Li Skreč Perijem (Lee "Scratch" Perry) i Martijem Munčom (Martie Munsch). Tokom 90-ih godina Stramer je, takođe, radio kao di-džej na radiju BBC, na kom je vodio i uređivao polučasovnu emisiju pod nazivom "London Calling".

## Spoljašnje veze
- Kleš onlajn
- Novi dom Meskalerosa
- Muzički i filmski festival proslavlja delo Džoa Stramera
- Džo Stramer fondacija za novu muziku